# Берлизов, Николай Александрович
Никола́й Алекса́ндрович Бе́рлизов (1927, СССР — 9 марта 2003) — советский футболист, вратарь. Состоял в ВЛКСМ.

## Карьера
С 1950 по 1952 год играл за московское «Торпедо», в основном составе которого выступал в сезоне 1950 года (сыграл 14 матчей) и в сезоне 1951 года (сыграл 10 матчей, пропустил 11 мячей). Сезон 1952 года провёл в дубле команды, вместе с которым занял 4-е место в турнире дублёров. В 1953 году перешёл в краснодарское «Динамо», в котором, однако, провёл только один сезон. С 1954 года выступал за команду краснодарского завода измерительных приборов (сокращённо ЗИП), в составе которой стал чемпионом РСФСР в 1959 году (по другим данным команда в том году называлась «Энергия-ЗИП»), после чего, в том же году, завершил карьеру игрока.

## Достижения
- Чемпион РСФСР: 1959